# Copilia vitrea
Copilia vitrea is een eenoogkreeftjessoort uit de familie van de Sapphirinidae. De wetenschappelijke naam van de soort is voor het eerst geldig gepubliceerd in 1864 door Haeckel.